# Aeroportul Bodrum-Imsik
Aeroportul Bodrum-Imsik (IATA: BXN, ICAO: LTBV) este un aeroport din Bodrum, Provincia Muğla, Turcia.
Situat la o altitudine de 62 m, aeroportul dispune de o singură pistă.